# Cooper, Texas
Cooper [ˈkʊpər] är administrativ huvudort i Delta County i Texas. Enligt 2010 års folkräkning hade Cooper 1 969 invånare. Orten har fått sitt namn efter delstatspolitikern L.W. Cooper.